# Matej Kazijski
Matej Ilianow Kazijski, bułg. Матей Илианов Казийски (ur. 23 września 1984 w Sofii) – siatkarz reprezentacji Bułgarii, grający na pozycji przyjmującego. Powołanie do kadry narodowej otrzymał w 2003 roku.
24 stycznia 2024 roku przed spotkaniem 16. kolejki Itasu Trentino z Allianzem Milano we włoskiej Serie A. Zespół z Trydentu postanowił uhonorować swojego byłego przyjmującego, a obecnie zawodnika ekipy gości poprzez zastrzeżenie numeru 1 na koszulce. Podczas uroczystości wręczono symboliczny sztandar, który od lutego zawiśnie pod dachem hali IIl T Quotidiano Arena w Trydencie. 

## Kariera
Swoją siatkarską karierę rozpoczął w 1995 roku, gdy miał 11 lat dołączył do klubu VC Skania Sofia. Później przeniósł się do Slawii Sofia, gdzie występował do 21 roku życia. Po przekroczeniu dolnej granicy wieku, w jakim federacja bułgarska pozwala zawodnikom na opuszczanie kraju, Kazijski zasilił szeregi niezwykle silnego rosyjskiego zespołu Dinama Moskwa, otrzymując bardzo wysoki kontrakt. Interesowało się nim wiele silnych klubów, a przede wszystkim włoska Lube Banca Macerata. Na początku swojej kariery podpisał dożywotni kontrakt z jednym z bułgarskich klubów – Sławią Sofią. Ojcem Kazijskiego jest były siatkarz, brązowy medalista mistrzostw Europy z 1981 roku, a także menadżer bułgarskiej reprezentacji – Ilijan Kazijski. Były rekordzista najszybszego serwisu – 132 km/h.

### Kariera reprezentacyjna
Kazijski regularnie występował w juniorskich reprezentacjach Bułgarii. Pierwszą wielką imprezą jaką wygrał, było mistrzostwo juniorów państw bałkańskich w 2003 roku. W 2003 roku zdobył brązowy medal mistrzostw świata U-21 rozgrywanych w Iranie, jak dotąd był to największy sukces w historii w juniorskiej bułgarskiej siatkówki. Został również najlepiej atakującym zawodnikiem turnieju. W 2004 wraz z reprezentacją Bułgarii zajął 4. miejsce w Lidze Światowej, a mimo młodego wieku wybrano go najlepiej serwującym zawodnikiem.
Kolejnym sukcesem siatkarza było zdobycie brązowego medalu na Mistrzostwa Świata 2006 w Japonii. Podczas mundialu został wybrany najlepiej serwującym siatkarzem, a także nominowano go do nagrody MVP. Został również wybrany do "szóstki" roku 2006 na świecie.
W 2007 roku, sezon reprezentacyjny nie był zbyt udany dla Kazijskiego. Reprezentacja Bułgarii awansowała do finałów Ligi Światowej, jednak w Katowicach zajęła dopiero 5. miejsce.
Mistrzostwa Europy w 2007 roku, rozgrywane w Rosji, także nie był udane. Bułgaria od początku turnieju nie radziła sobie ze słabszymi rywalami, w wyniku czego, zajęła odległe 8. miejsce.
Po mistrzostwach Europy w 2007 władze FIVB przyznały reprezentacji Bułgarii dziką kartę, dzięki której znaleźli się w turnieju Pucharu Świata. Kazijski wraz z reprezentacją zajął w Japonii 3. miejsce, które dało awans do igrzysk olimpijskich. Bułgarzy, w turnieju pokonali reprezentację Rosji po zaciętej walce 3:2.
Razem z reprezentacją Bułgarii wystąpił podczas igrzysk olimpijskich w 2008 roku w Pekinie. Bułgaria zajęła 5. miejsce. Z turnieju odpadła w ćwierćfinale, po zaciętym meczu, przegranym z reprezentacją Rosji 1:3.
W Lidze Światowej 2009 Bułgarzy wypadli słabo, w swojej grupie eliminacyjnej zajęli dopiero 3. miejsce.
Kazijski wraz z odmłodzoną reprezentacją Bułgarii sięgnął po brązowy medal mistrzostw Europy w 2009 r. rozgrywanych w tureckim Izmirze. Bułgaria pokonała w meczu o 3. miejsce reprezentację Rosji 3:0. Dzień wcześniej przegrała półfinał z Polską 0:3.
Na zakończenie 2009 r. siatkarska reprezentacja Bułgarii została wybrana najlepszą drużyną roku w Bułgarii.
11 czerwca 2012 r. zrezygnował z gry w reprezentacji, mimo awansu na igrzyska olimpijskie w Londynie. Kazijski odszedł razem z trenerem Radostinem Stojczewem. Cała sytuacja jest związana z zamieszaniem w Bułgarskim Związku Piłki Siatkowej, złym zarządzaniem środkami finansowymi i niewywiązywaniem się przez federację ze swoich zobowiązań wobec trenerów i zawodników.

### Kariera klubowa

#### sezon 2005/2006
W sezonie 2005/2006 Dynamo zostało mistrzem kraju, a także awansowało do Final Four Ligi Mistrzów, lecz nie udało się zdobyć we Włoszech medalu. Matej Kazijski w sezonie 2005/2006 dokonał niezwykłej rzeczy, kiedy to w meczu gwiazd rosyjskiej Superligi wystąpił w konkursie na najlepszy wyskok. Ku zaskoczeniu wielu kibiców i ekspertów siatkarskich, młody Bułgar doskoczył ręką do wysokości 379 cm. Imponuje również ogromną siłą i motoryką w ataku, a także niezwykle mocną i skuteczną zagrywką. Dzięki takimi umiejętnościami zaliczany jest do najlepszych i najwszechstronniejszych siatkarzy młodego pokolenia.

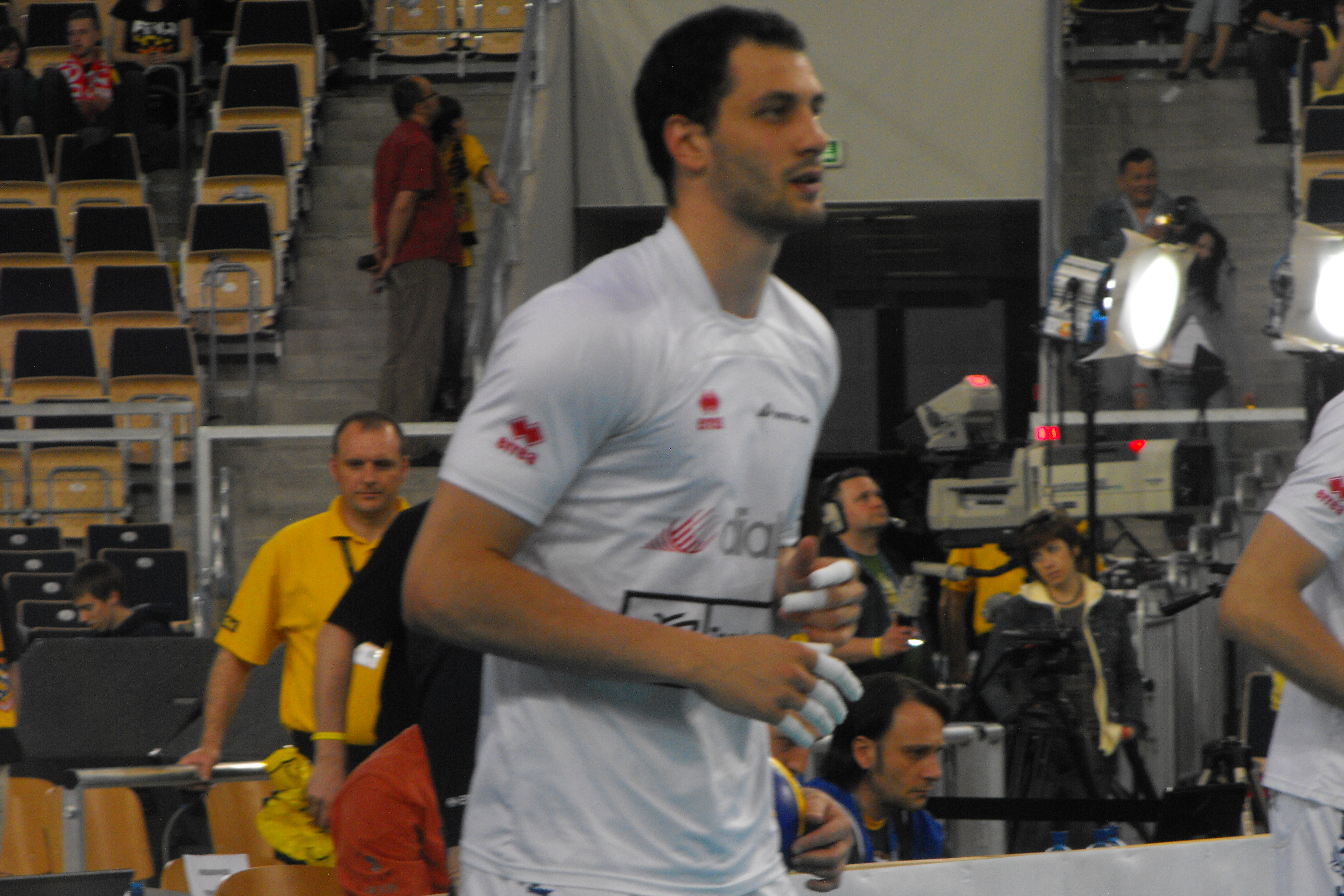
Kazijski w trakcie rozgrzewki.

#### sezon 2006/2007
Sezon 2006/2007 dla Kazijskiego rozpoczął się niezwykle efektywnie, wraz z Dynamem zdobył Puchar Rosji, podczas którego został uznany najbardziej wartościowym zawodnikiem (MVP). Europejska Konfederacja Piłki Siatkowej (CEV) wybrała go najlepszym siatkarzem Europy 2006. Zajął 3. miejsce w Lidze Mistrzów i został wybrany najlepiej serwującym zawodnikiem turnieju, choć moskiewskiej drużynie nie udało się zdobyć Mistrzostwa Rosji, Bułgar został wybrany najlepszym zawodnikiem w Superlidze, sezonu 2006/2007 – nagroda im. A. Kuzniecowa.

#### sezon 2007/2008
Od sezonu 2007/2008 jest zawodnikiem klubu Serie A – Itasu Diatec Trentino. Dzięki prezydentowi FIVB Rubenowi Acoście rozwiązał dożywotni kontrakt ze Slawią Sofia, który podpisał w wieku 18 lat. Razem z Itasem Diatec Trentino, zdobył najcenniejsze trofeum w Serie A – "Scudetto". Po sezonie, po raz drugi w karierze został wybrany najlepszym siatkarzem roku 2007 w Europie. Do tej niezwykle prestiżowej nagrody kandydowali Hiszpan Miguel Ángel Falasca oraz Serb Nikola Grbić.

#### sezon 2008/2009
Kolejny sezon z drużyną Trentino w walce o mistrzostwo Włoch rozpoczął porażka w meczu o superpuchar Włoch. Drużynie nie powiodło się także w turnieju o puchar Włoch. Następnie wraz z Itasem Trentino odniósł zwycięstwo w Lidze Mistrzów, której Final Four rozgrywany był w Pradze. Trento pokonało w wielkim finale ekipę Iraklisu Saloniki 3:1, a Matej został wybrany MVP całego turnieju. 17 maja 2009 zdobył wicemistrzostwo Włoch, w finale ekipa Trento zmierzyła się z Coprą Nordmeccanica Piacenza, finał rozstrzygnął się w piątym meczu, wynikiem 3:2 na korzyść Piacenzy.
Matej został uznany najlepszym siatkarzem roku 2009 w Bułgarii

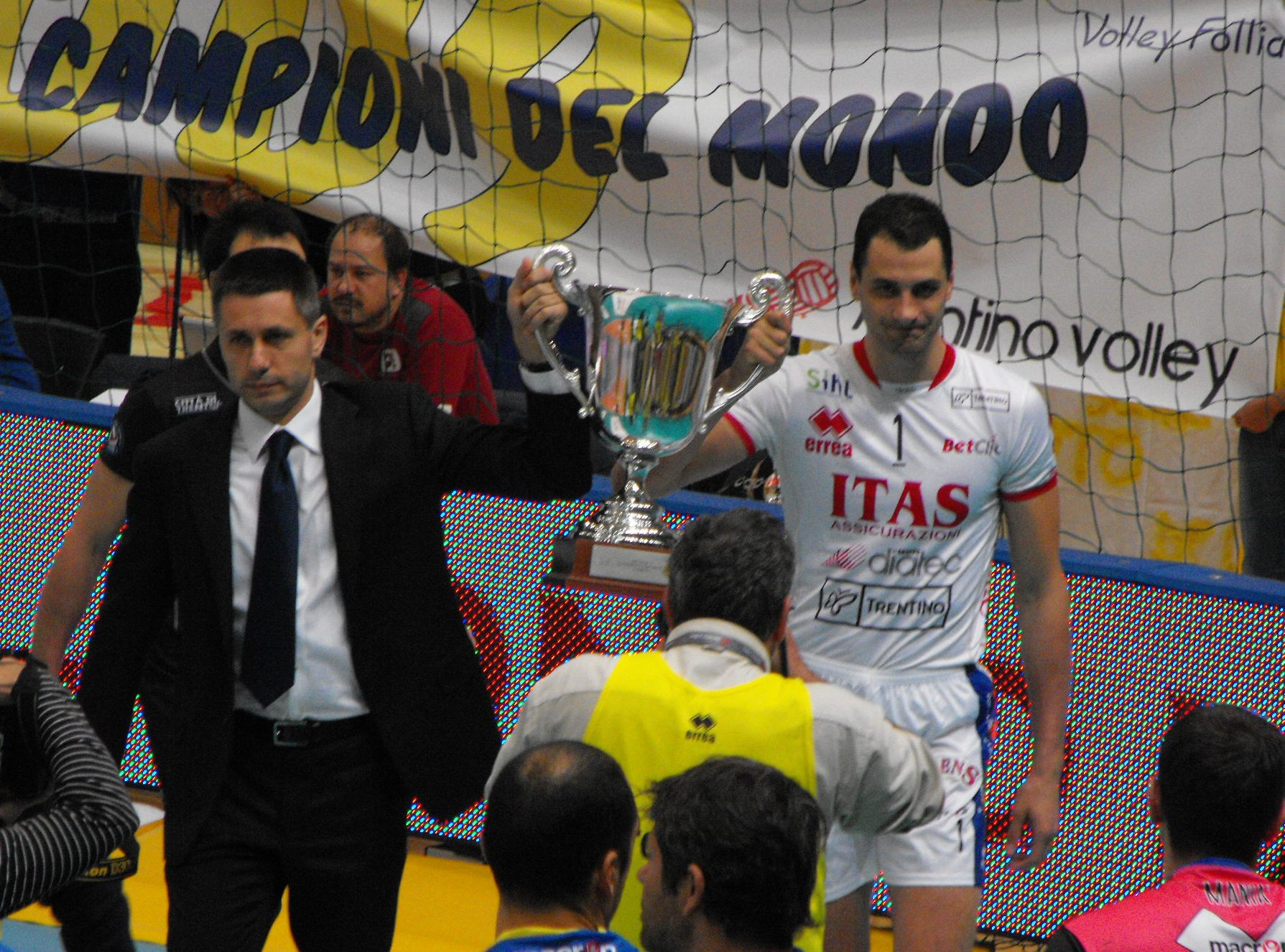
Kazijski i Stojczew po zdobyciu Klubowego Mistrzostwa Świata 2009

.

#### sezon 2009/2010
Wraz z Trentino Matej zdobył klubowe mistrzostwo świata, a także został wybrany MVP i najlepiej atakującym zawodnikiem turnieju. Włoski zespół pokonał w finale 3:0 PGE Skrę Bełchatów.
Po tym sukcesie wybrany do najlepszej drużyny świata 2009 roku według magazynu "L’Équipe".
Zdobył również Puchar Włoch, w finale zespół z Trydentu pokonał Bre Bancę Lannutti Cuneo. W meczu z Cuneo Matej zaserwował piłkę z prędkością 132 km/h.
Dzięki świetnej grze swojej i całego zespołu, Trentino obroniło tytuł najlepszej drużyny w Europie. Podczas turnieju finałowego rozgrywanego w dniach 1 maja–2 maja 2010 r. w Łodzi Kazijski wygrał Ligę Mistrzów. W półfinale włoski zespół pokonał 3:1 słoweński ACH Volley Bled, a w finale rosyjskie Dinamo Moskwa 3:0.
Na zakończenie sezonu w Serie A Trento zdobyło wicemistrzostwo Włoch. W finale – V-day, drużyna przegrała z Bre Banca Lannutti Cuneo 3:1. W tym sezonie o zdobyciu Scudetto zadecydował jeden mecz. Odbył się on 9 maja 2010 r. w Bolonii.

#### sezon 2010/2011
Kazijski po raz drugi z rzędu sięgnął z Trentino Volley po tytuł klubowego mistrza świata. W trakcie sezonu został również rozegrany mecz o Superpuchar Włoch, który Trentino przegrało z Bre Bancą Lannutti Cuneo.
Po raz trzeci z rzędu wygrał Ligę Mistrzów, a na zakończenie turnieju został wybrany najlepszym atakującym siatkarzem Final Four.
Został mistrzem Włoch. Itas Diatec Trentino pokonał w finale rozgrywek Serie A Bre Banca Lannutti Cuneo 3:0.
Został wybrany najlepszym siatkarzem roku w Bułgarii.

#### sezon 2011/2012
Razem z Trentino sięgnął po trzeci tytuł z rzędu Klubowego mistrza świata. Turniej odbywał się w Katarze w Dosze, a na jego zakończenie Kazijski został wybrany najlepiej serwującym siatkarzem.
W listopadzie 2011 r. zdobył Superpuchar Włoch. Trentino Volley pokonało Bre Bancę Lannutti Cuneo 3:1, a mecz został rozegrany w Cagliari.
19 lutego 2012 r. po raz drugi w karierze zdobył puchar Włoch. W finale Trentino pokonało Lube Bance Marche Maceratę 3:2.
W dniach 17-18 marca 2012 r. Trentino Volley po raz czwarty w historii wystąpiło w Final Four Ligi Mistrzów. Tym razem Matej razem z drużyną wywalczył brązowe medale.
22 kwietnia 2012 r. został wicemistrzem Włoch. W finale Trentino Volley przegrało 3:2 z Lube Bance Marche Maceratą, która zdobyła Scudetto.
La Gazzetta dello Sport opublikowała, że Kazijski zaserwował piłkę z szybkością 132 km/h, co jest nieoficjalnym rekordem świata.
Został wybrany najlepszym przyjmującym plebiscytu Volleyball Globe 2012.

#### sezon 2012/2013
W październiku 2012 Trentino Volley po raz czwarty zdobyło złoty medal Klubowych Mistrzostw Świata, wygrywając w finale 3:0 z brazylijskim Sada Cruzeiro Vôlei. Po raz trzeci w historii Matej zdobył Puchar Włoch. Turniej finałowy odbywał się w dniach 26-30 grudnia 2012 w Assago. 12 maja 2013 po raz trzeci w historii zdobył złoty medal mistrzostw Włoch. Od 16 do 31 maja 2013 występował w katarskiej drużynie Ar-Rajjan SC podczas rozgrywek o puchar Emira. Razem z katarską drużyną zdobył złoty medal turnieju. W lipcu 2013 poinformował, że opuszcza włoski klub. Razem z trenerem Radostinem Stojczewem wybrał ofertę z Aroma 1. Lig z drużyny Halkbank Ankara. Po raz kolejny został najlepszym przyjmującym według plebiscytu Volleyball Globe 2013.

#### sezon 2013/2014
Od 1 lipca 2013 broni barw tureckiego Halbanku Ankara. Na początku sezonu zdobył superpuchar Turcji dzięki wygranej z Arkasem Izmir, a na zakończenie tego spotkania został wybrany MVP. Następnie zdobył srebrny medal Ligi Mistrzów w final four rozgrywanym 22-23 marca 2014 w Ankarze, a na zakończenie tego turnieju został wybrany najlepiej przyjmującym siatkarzem. W kwietniu 2014 Halkbank triumfował w rozgrywkach o puchar Turcji. Matej wystąpił również w finale Aroma 1. Lig. Drużyna z Ankary pokonała w czterech meczach Fenerbahçe Stambuł i zdobyła złoty medal mistrzostw Turcji. Po zakończeniu sezonu został ponownie wypożyczony do katarskiego Ar-Rajjan SC, który zdobył srebrny medal Klubowych Mistrzostw Świata rozgrywanych w Brazylii w Belo Horizonte. Kazijski dostał także nagrodę indywidualną dla najlepszego przyjmującego turnieju.

#### sezon 2014/15
Po sezonie przerwy ponownie wrócił do włoskiej Serie A i występował w Trentino Volley.

## Sukcesy reprezentacyjne
Mistrzostwa juniorów państw bałkańskich:
- 2003

Mistrzostwa świata juniorów:
- 2003

Mistrzostwa świata:
- 2006

Puchar Świata:
- 2007

Mistrzostwa Europy:
- 2009

Memoriał Huberta Jerzego Wagnera:
- 2010

## Sukcesy klubowe
Liga bułgarska:
- 1999
- 2005

Puchar Bułgarii:
- 2004

Puchar Rosji:
- 2006

Liga rosyjska:
- 2006
- 2007

Liga Mistrzów:
- 2009, 2010, 2011
- 2014, 2022
- 2007, 2012

Liga włoska:
- 2008, 2011, 2013, 2015, 2023[33]
- 2009, 2010, 2012
- 2024[34]

Klubowe Mistrzostwa Świata:
- 2009, 2010, 2011, 2012
- 2014, 2022[35]
- 2021

Puchar Włoch:
- 2010, 2012, 2013

Superpuchar Włoch:
- 2011, 2021

Superpuchar Turcji:
- 2013

Puchar Turcji:
- 2014

Liga turecka:
- 2014

Puchar CEV:
- 2015

Liga japońska:
- 2020
- 2017

## Nagrody indywidualne
- 2003: Najlepszy atakujący mistrzostw świata juniorów
- 2004: Najlepszy zagrywający Ligi Światowej
- 2006: Najlepszy atakujący Ligi Światowej
- 2006: Najlepszy zagrywający mistrzostw świata
- 2006: Uznany za najlepszego siatkarza Europy przez CEV
- 2006: MVP Pucharu Rosji
- 2007: Najlepszy zagrywający Ligi Mistrzów
- 2007: MVP w finale o mistrzostwo Rosji
- 2007: Laureat nagrody im. A. Kuzniecowa
- 2007: Najlepszy siatkarz Europy przez CEV
- 2008: Najlepszy siatkarz roku w Bułgarii
- 2008: MVP w finale o mistrzostwo Włoch
- 2009: MVP Ligi Mistrzów
- 2009: MVP i najlepszy atakujący klubowych mistrzostw świata
- 2009: 5. miejsce w plebiscycie na najlepszego sportowca roku w Bułgarii oraz uznanie siatkarskiej reprezentacji Bułgarii najlepszą drużyną roku[36]
- 2009: Najlepszy siatkarz roku w Bułgarii
- 2010: Najlepszy atakujący Memoriału Huberta Jerzego Wagnera
- 2010: Najlepszy siatkarz roku w Bułgarii[37]
- 2010: Wybrany mężczyzną roku w Bułgarii przez słuchaczy radia Dirk[38]
- 2011: Najlepszy atakujący Ligi Mistrzów
- 2011: Najlepszy serwujący klubowych mistrzostw świata
- 2011: Najlepszy siatkarz roku w Bułgarii[39]
- 2012: Najlepszy siatkarz roku w Bułgarii[40]
- 2012: Najlepszy przyjmujący plebiscytu Volleyball Globe 2012
- 2013: Najlepszy przyjmujący plebiscytu Volleyball Globe 2013
- 2013: MVP Superpucharu Turcji
- 2014: Najlepszy przyjmujący Ligi Mistrzów
- 2014: Najlepszy przyjmujący klubowych mistrzostw świata
- 2021: MVP Superpucharu Włoch
- 2022: Najlepszy atakujący Klubowych Mistrzostw Świata